# Albrechtsberg an der Pielach
Albrechtsberg an der Pielach ist eine zur Marktgemeinde Loosdorf gehörende Katastralgemeinde im Bezirk Melk in Niederösterreich.

## Geografie
Der am nördlichen Ufer der Pielach gelegene und durch diese von Loosdorf getrennte Ort verfügt mit der Freiwilligen Feuerwehr Albrechtsberg-Neubach über eine eigene Feuerwehr und wird im Loosdorfer Gemeinderat durch die Gemeinderäte Franz Moser und Maria Fischer vertreten.

## Geschichte
Im Jahr 1822 wurde der Ort als Dorf mit 34 Häusern erwähnt, das nach Loosdorf eingepfarrt war und wohin auch die Kinder eingeschult wurden. Die Herrschaft Albrechtsberg besaß die Ortsobrigkeit und übte die Landgerichtsbarkeit aus. Die Konskription wurde von der Herrschaft Schallaburg besorgt. Im Jahr 1938 waren laut Adressbuch von Österreich in Albrechtsberg ein Gastwirt, zwei Mühlen, zwei Sägewerke, ein Schuster und mehrere Landwirte ansässig. Zudem wurde bis 1936 von Karl Anton Rohan die Europäische Revue herausgegeben.

## Sehenswertes
Bekannt ist die Ortschaft vor allem für das gleichnamige Schloss, das im 12. Jahrhundert durch Albrecht von Perg (1120; † 1168) errichtet wurde und zeitweise Sitz des Geschlechts der Enenkel (Ennenkel) war.